# Omar Islas
Omar Islas Hernández (Naucalpan de Juárez, 13 aprile 1996) è un calciatore messicano, attaccante dell'Atlético Morelia.

## Caratteristiche tecniche
È un'ala destra.

## Carriera
Cresciuto nel settore giovanile del Pumas UNAM, ha esordito in prima squadra il 17 settembre 2014 disputando l'incontro di Copa México pareggiato 2-2 contro il Toluca.
Nella stagione 2016-2017 ha disputato 3 incontri in CONCACAF Champions League.